# 周森沧
周森沧（1921年—），台湾著名企业家，计算机行业奠基人之一。字享勋，浙江鄞县人。

## 生平
早年毕业于国立浙江大学机械系。后赴美国留学，在麻省理工学院深造。回国后任职于入中华民国航空工业部和空军系统。曾赴丹麦留学研究，在哥本哈根工学院研究中小企业管理和发展。回国后，曾主持政府工业技术和贸易推广部门的工作。
1964年，任温澈司特公司副总经理。1966年7月，任中华电脑中心总经理、董事长；中华电脑中心，原為行政院美援運用委員會資料處理中心，由中华民国（台湾）行政院国际经济合作发展委员会创设。1975年，任台湾电脑学会理事长。曾主持台湾首次运用电脑处理的人口普查工作。
1975年，國際電子計算機會議在台北举行，被聘请为副會長兼秘書長。1990年，任財團法人中華電腦中心董事长。是中華民國電腦學會第三屆理事长。曾任台北世界贸易中心股份有限公司常务董事，中华诚丰电脑股份公司董事长等商界职务。